# Soft & Quiet (musikalbum)
Soft & Quiet är ett musikalbum från 1999 av jazzgruppen Sweet Jazz Trio.

## Låtlista
1. Autumn in New York (Vernon Duke) – 4'25
2. I Had the Craziest Dream (Harry Warren) – 3:39
3. This Is No Laughing Matter (Albert Frisch/Buddy Kaye) – 6:08
4. What Am I Here For (Duke Ellington) – 3:15
5. Polka Dots and Moonbeams (Jimmy Van Heusen) – 5:37
6. The Touch of Your Lips (Ray Noble) – 5:12
7. Soultrane (Tadd Dameron) – 4:57
8. My Melancholy Baby (Ernie Burnett/George Norton) – 5:54
9. Come Sunday (Duke Ellington) – 3:01
10. All of Me (Gerald Marks/Seymour Simons) – 6:32
11. It Might as Well Be Spring (Richard Rodgers/Oscar Hammerstein) – 9:09

## Medverkande
- Lasse Törnqvist – kornett
- Mats Larsson – gitarr
- Hans Backenroth – bas